# Безэховая камера

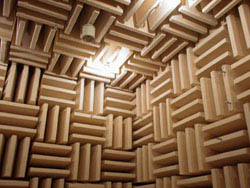
Акустическая безэховая камера

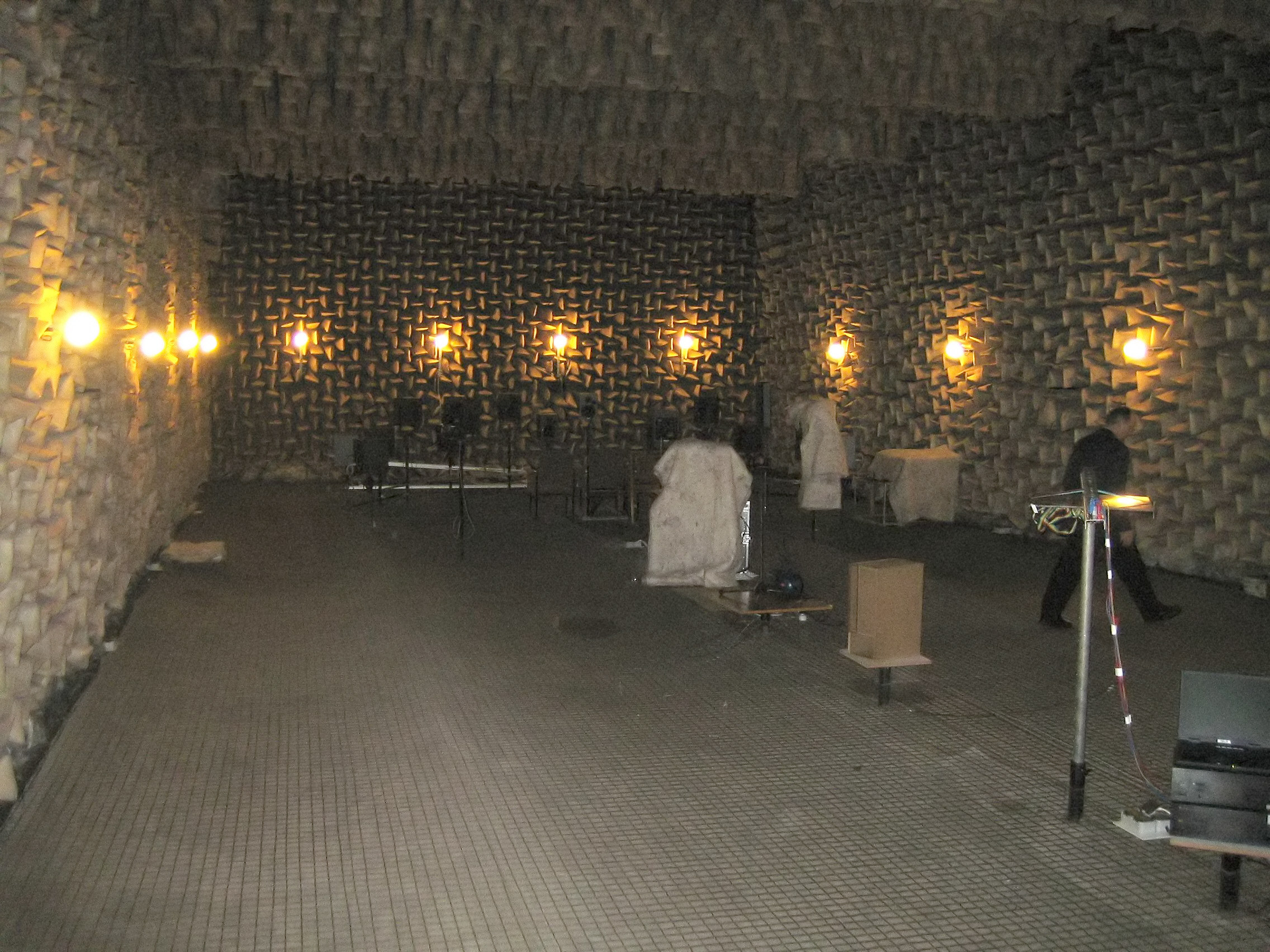
Акустическая безэховая камера, общий объём — 2000 м³, полезный объём — 1000 м³. Университет Дрездена, Германия

Безэ́ховая ка́мера (БЭК) — помещение, в котором не возникает эхо. Безэховые камеры бывают следующих видов:
- акустические — в них не возникает отражения звука от стен
- радиочастотные — не возникает отражения радиоволн от стен

Обычно такие камеры конструируют так, чтобы они ещё и изолировали камеру от внешних сигналов (акустических или радиочастотных). Всё это позволяет производить измерения сигнала, пришедшего непосредственно от источника, исключив отражения от стен и шум извне, сформировав таким образом нахождение источника в свободном пространстве.
Стены, потолок и пол таких камер покрыты материалом, поглощающим соответствующие волны.

## Акустические безэховые камеры
Безэховые камеры обычно используются в акустике для имитации неограниченного пространства, в котором ушедшие от источника звуковые волны никогда не возвращаются обратно. В таких камерах проводят измерение (построение) диаграмм направленности излучения (или чувствительности) громкоговорителей (или микрофонов); изучают распределение шумов от промышленных изделий.
Иногда в таких камерах проводят запись или прослушивание музыкальных произведений.

### Поглотители звука
Все поглотители звука в той или иной степени являются и изоляторами звука. И наоборот. Эффективность материалов сильно разнится и зависит как от внутренней структуры, так и от геометрии поверхности. Наиболее эффективно работают криволинейные элементы из разнопородного дерева с применением эффекта реверберации, а также из некоторых минералов ракушечник, гипс, граниты, силикаты, и т.п.
Как вспомогательные используются акустические закрытоячеистые и открытоячеистые пористые и волокнистые материалы (минеральные ваты, пенополиэтилены, войлок и т. п.). Для некоторых материалов, например, минеральных ват, большое значение имеет их высокая плотность от 120 кг/м³. Для других, например, вспенённый полиэтилен, минимальный, меньше 1 мм, размер газовой ячейки.
В СССР меломаны иногда строили подобия таких камер, а, точнее, импровизированные акустические студии, оклеивая стены и потолок комнаты рельефными поддонами (лотками для яиц), изготовленными из крафткартона. Который по сути является прессованной целлюлозой и приближен по акустическим характеристикам к древесине. За счёт небольшого эффекта реверберации на пирамидальных выступах и впадинах лотков удавалось достичь улучшения акустических характеристик помещения и небольшого снижения шума для соседей. В профессиональных же концертных залах повсеместно используется обшивка стен и потолка натуральным деревом разных пород с различной геометрией поверхности.

## Радиочастотные безэховые камеры

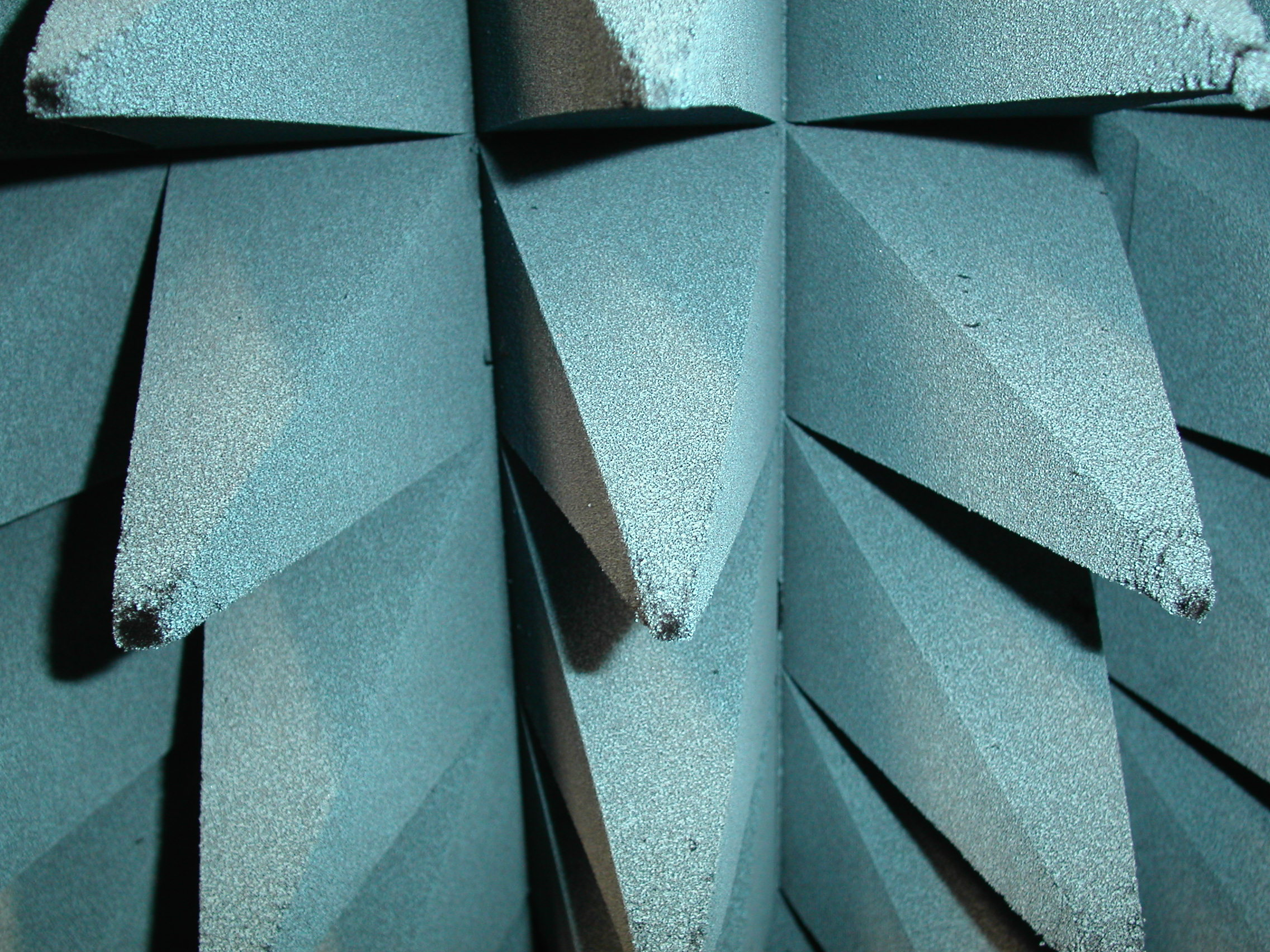
Пирамидальные поглотители радиоволн

Внутреннее устройство радиочастотной камеры подобно акустической камере, однако для покрытия поверхностей вместо поглотителей звука используется радиопоглощающий материал (РПМ).
Радиочастотные камеры используются для построения диаграмм направленности излучения антенн, изучения электромагнитной совместимости и построения диаграмм ЭПР. Измерения могут проводиться на полноразмерных объектах, включая самолёты, либо на уменьшенных моделях (с соответствующим уменьшением длины волны излучения радара).
Радиочастотные безэховые камеры, использующие пирамидальные поглотители радиоволн из пористого материала, отчасти обладают свойствами акустических безэховых камер.

### Покрытия для поглощения радиоволн (Радиопоглощающее покрытие(РПП))
Эти покрытия изготавливаются из РПМ и должны поглощать как можно больше радиоволн, приходящих со всех возможных направлений. Иначе, например, при измерениях электромагнитной совместимости и построении диаграмм направленности антенн возникнут ложные (отражённые) сигналы, неоднозначности в их интерпретации и в конечном итоге, ошибки.
Один из наиболее эффективных типов покрытия камер — решётки из пирамидообразных кусков поглотителя. Ячейки в решётке могут временно извлекаться для размещения оборудования.
Чтобы быть эффективным поглотителем, РПМ  не должен быть ни хорошим проводником, ни хорошим электрическим изолятором. Материал должен быть чем-то промежуточным так, чтобы радиоволны проникали в его толщу и затухали там. Типичная пирамида — поглотитель состоит из вспененного резиноподобного материала, содержащего точно подобранную смесь порошков графита и железа (на жаргоне радиоинженеров — «болото»).
Другой тип РПП — плоские ферритовые плитки, покрывающие все внутренние поверхности камеры. Этот поглотитель занимает меньше места, чем пирамидальные поглотители и его можно укладывать на хорошо проводящие поверхности. Однако, он более дорог, но при этом более долговечен, чем пирамиды, однако менее эффективен на высоких частотах, в силу взаимодействия только с магнитной составляющей ЭМИ. Он применяется в камерах, работающих на частотах ниже 1 ГГц.

### Зависимость эффективности от частоты
Эффективность камеры определяется минимальной частотой излучения, при которой отражение от стенок начинает значительно превосходить отражение высокочастотных волн. Пирамидальные поглотители наиболее эффективны, когда нормально к плоскости их оснований на них падает излучение с длиной волны {\displaystyle \lambda }, а высота пирамид приблизительно равна {\displaystyle \lambda /4}. Соответственно, увеличение высот пирамид увеличивает эффективность камеры, но удорожает её и уменьшает внутренний рабочий объём.

### Экранированное помещение
Радиочастотные безэховые камеры обычно размещают в помещениях, изолированных от внешних воздействий по схеме клетки Фарадея. Тот же самый экран предотвращает утечку радиоволн из камеры наружу.

### Размер камер и работа с ними
При реальных испытаниях обычно требуется дополнительное помещение для размещения измерительного оборудования.
Размер самой камеры зависит от типа требуемых измерений. Например, критерий различия ближнего и дальнего поля излучателя устанавливает минимальное расстояние между антеннами передатчика и приёмника. В соответствии с этим и учитывая, что требуется пространство для размещения поглотителей излучения, расчётный размер камеры может оказаться очень большим. Для большинства фирм расходы по созданию большой безэховой камеры чересчур высоки, если только эта камера не используется постоянно. (Приходится прибегать к испытаниям на уменьшенных моделях).
Безэховые камеры должны удовлетворять соответствующим стандартам и должны сертифицироваться для проведения измерений.

### Использование
Испытываемое и вспомогательное оборудование, размещённое в безэховой камере, должно содержать как можно меньше металлических (электропроводящих) поверхностей, которые могут вызвать нежелательные отражения радиоволн. Так, в качестве подставок для размещения оборудования часто используют пластмассовые или деревянные (без гвоздей) конструкции. Если от металлических поверхностей совсем избавиться невозможно, они покрываются РПМ для уменьшения отражения.
Требуется тщательная подготовка к проведению измерений, в частности, грамотное размещение измеряемого и измерительного оборудования.
Части тестируемого оборудования, нечувствительные к радиоволнам, могут быть расположены вне камеры. Это уменьшит количество оборудования в камере (которое может вызвать нежелательные отражения), однако потребует провода большого количества кабелей через оболочки камеры и установки большого числа фильтров. Ненужные кабели и плохие фильтры могут пропускать электромагнитные помехи внутрь камеры. Удовлетворительным компромиссом является размещение силового и терминального оборудования (human interface) (например, управляющих компьютеров) снаружи камеры, а чувствительного оборудования — внутри.
Для связи оборудования внутри и вне камеры особенно удобны световоды, не проводящие электрического тока и не отражающие радиоволны.
Целесообразно устанавливать электрические фильтры на кабелях питания для предотвращения проникновения радиоволн через границу камеры (извне или изнутри) или даже использовать автономное питание (аккумуляторы), размещённые в камере.

### Техника безопасности
Опасными являются:
- мощное электромагнитное излучение при его наличии
- повышенная пожароопасность

Персонал обычно не должен находиться в камере во время измерений: человеческое тело может создать нежелательные отражения, а сам человек подвергнуться опасному воздействию радиоволн.
Из-за неисправности изоляции камеры электромагнитное излучение может выйти за её пределы и создать помехи работе множеству радиоэлектронных устройств, не имеющих никакого отношения к измерениям.
Так как РПМ эффективно поглощает радиоволны, на РПМ выделяется много энергии, превращающейся в тепло и покрытие может нагреться до температуры возгорания. Это представляет особую опасность при испытаниях радаров. Даже современные маломощные излучатели могут создавать остронаправленные потоки энергии (радиоволн), которые могут вызвать локальный перегрев поглотителя.
Требования пожаробезопасности требуют установки систем газового огнетушения, включающих
дымовые извещатели. Газовое огнетушение позволяет избежать худших повреждений камеры, которые могут возникнуть при применении других огнегасителей. Обычно используется углекислый газ. Система пожаротушения, управляемая дымовыми извещателями, дополнительно автоматически отключает электропитание всех устройств, установленных в камере.

## Примеры параметров
Стационарные радиочастотные БЭК имеют уровень безэховости до −40 дБ в диапазоне частот от 1 ГГц до 40 ГГц. Экранирование от внешних воздействий обеспечивает затухание электромагнитной энергии 60-120 дБ в диапазоне частот от 10 КГц до 100 ГГц.